# El Genetó
El Genetó (popularment es Genetó), dit també Caló del Genetó és un accident orogràfic artificial de la costa de Calvià situat a la localitat d'Illetes, entre la Punta de la Grava i Cala Brogit, que és apte pel bany.
Just a sobre hi ha l'Hotel Bonanza, propietat de la cadena hotelera Riu, que ocupa qualsevol possibilitat de connexió amb el Passeig d'Illetes, i així l'accés es fa resseguint la vorera de mar i descendint pel mirador que també porta a la Geneta. Es tracta d'una escullera artificial associada a l'hotel però de titularitat pública, que crea una zona arrecerada amb un petit redol d'arena dins l'aigua.